# 멜 마이아
멜 마이아(Mel Maia, 2004년 5월 3일 ~ )는 브라질의 배우이다.